# Tombe van Hafez

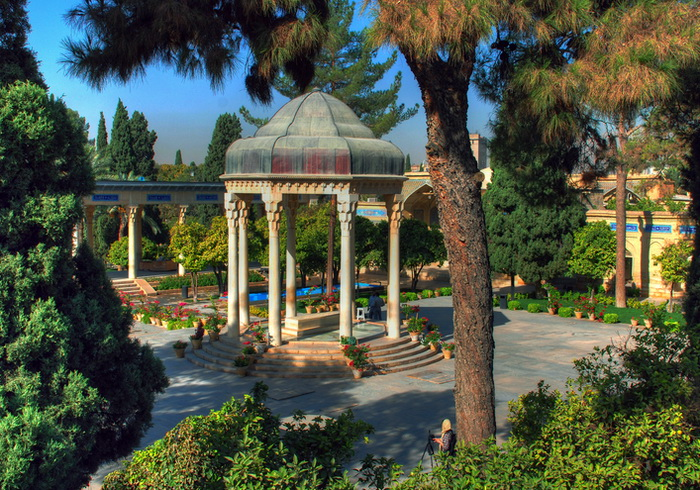
Tombe van Hafez

De Tombe van Hafez is een graftombe aan de noordelijke rand van de Iraanse stad Shiraz gewijd aan de dichter Hafez. Hafez woonde in de 14e eeuw in deze stad en wordt beschouwd als een van de grootste dichters ter wereld. Bij de graftombe staat de gedenkingruimte Hāfezieh.
De beide open paviljoens liggen in de Musallatuinen (Golgašt-e Moṣallā), die zijn gelegen aan de noordelijke oever van de in de zomer droogvallende rivier (Rudkhaneye) Khoshk. De huidige paviljoens stammen uit 1935 en vormen met de omringende tuinen een grote toeristische trekpleister. Iets noordelijker staat de Koranpoort.

## Geschiedenis
Hafez werd in 1315 geboren in Shiraz en stierf er ook in 1390. Hij kende zijn verzen uit het hoofd en was hofdichter. Al tijdens zijn leven was hij een geliefde figuur onder de Iraanse bevolking. Na zijn dood werd hij begraven op de begraafplaats Ḵāk-e Moṣallā in de Musallatuinen, die hij beschreef in zijn gedichten. In 1452 liet de Timoeridische gouverneur Babur Ibn-Baysunkur ter nagedachtenis aan hem een klein koepelvormig gebouw oprichten en een vijver aanleggen nabij zijn graf. De tombe werd in de 17e eeuw gerestaureerd door Abbas I en in de 18e eeuw door Nadir Sjah. Beide vorsten dachten dat dit was voorzegd door omens uit de gedichten van Hafez.

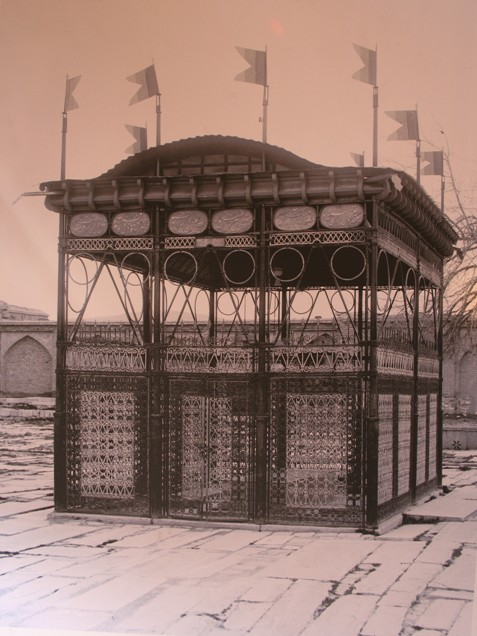
De ijzeren transenna die het graf tussen 1901 en 1935 sierde

In 1773 liet Karim Khan een groter gedenkteken oprichten op de oevers van de Khoshk. Deze Hāfezieh bestond uit vier centraal geplaatste zuilen met aan oost- en westzijde twee kamers. Dit gebouw verdeelde de tuinen in twee secties: Aan voorzijde een sinaasappelboomgaard (Nāranjestān) en aan achterzijde de begraafplaats. De tombe zelf bevond zich buiten dit gebouw, midden op de begraafplaats, en was bedekt met een marmeren plaat. In deze marmeren plaat waren door kalligraaf Haji Aqasi Beg Afsar-e Azarbayjani twee gazallen uit de gedichten van Hafez uitgebeiteld in Nastaliq. In 1857 liet de gouverneur van Fars de tombe restaureren en in 1878 liet een van zijn opvolgers een houten omheining plaatsen rond de tombe.
In 1899 begon een Parsi en zoroastristische filantroop uit India genaamd Ardeshir (Khosrow) met de bouw van een schrijn rondom het graf van Hafez. Hij had van de oelema van Shiraz toestemming verkregen om deze deels houten en deels ijzeren schrijn rond het graf te plaatsen. De fanatistische moslimfundamentalist en mujtahid (mojtahed) ʿAli-Akbar Fāl-Asiri van de Vakilmoskee, die aanvankelijk mede toestemming verleende als onderdeel van de oelema en hiervoor ook was betaald, was het hier echter niet eens met het plaatsen van een zoroastristisch gebouw boven het graf van een moslim. Samen met zijn volgelingen vernielde hij het half-afgebouwde bouwwerk. De bevolking van Shiraz kwam in opstand tegen deze verwoesting en de overheid gaf daarop opdracht om het gebouw te herstellen. De invloedrijke Fāl-Asiri kwam echter hiertegen in het geweer en verklaarde dat hij elk gebouw dat er zou worden opgericht zou verwoesten, zelfs al zou het door de sjah zelf worden opgericht. Nog in het jaar van zijn overlijden, in 1901, liet prins Malek Mansur Mirza Shao es-Saltaneh een decoratieve ijzeren transenna met de datum, verzen van Hafez en de namen van de beschermheiligen plaatsen rond de tombe van Hafez.
In 1931 maakte de gouverneur van Fars en Isfahan Faraj-Allah Bahrami Dabir-e Aẓam een begin met het restaureren en uitbreiden van het complex door het herstellen van de sinaasappelboomgaard en het aanpassen van de Hafezieh. In 1935 gaf het Ministerie van Onderwijs opdracht tot de bouw van een nieuw gebouw. Voor het ontwerp werd de Franse archeoloog en architect André Godard aangetrokken, die destijds technisch directeur van het Departement van Oudheidkundige Zaken was. Hij liet de tombe van Hafez een meter hoger boven de grond plaatsen en liet de tombe omgeven door vijf treden. Boven het graf liet hij een koepelvormig paviljoen plaatsen, bestaande uit acht tien meter hoge zuilen, waarop een koperen koepel rust in de vorm van de hoed van een derwisj. De derwisj verwijst naar het feit dat Hafez ook zelf een derwisj was. De onderzijde van de koepel bestaat uit een arabesk en kleurrijk mozaïek. De oorspronkelijke vierzuilige Hāfezieh uit 1773 werd sterk uitgebreid. Zestien zuilen werden toegevoegd, om zo een lange veranda te creëren. Op verschillende gevels werden gazallen en andere stukken uit de gedichten van Hafez gegraveerd.
In de tuinen zijn verschillende paden, stroompjes, bloembedden en rechthoekige vijvers aangelegd en sinaasappelbomen geplant, die het tot een aangename plek maakt voor toeristen. Ook bevindt zich er een traditioneel theehuis. De koepel van de tombe wordt 's avonds fraai verlicht, wat eveneens aantrekkingskracht heeft voor het toerisme. De voormalige tombe van Qasem Khan Wali is omgevormd tot een bibliotheek met 10.000 boeken voor mensen die zich bezighouden met het bestuderen van de werken van Hafez.

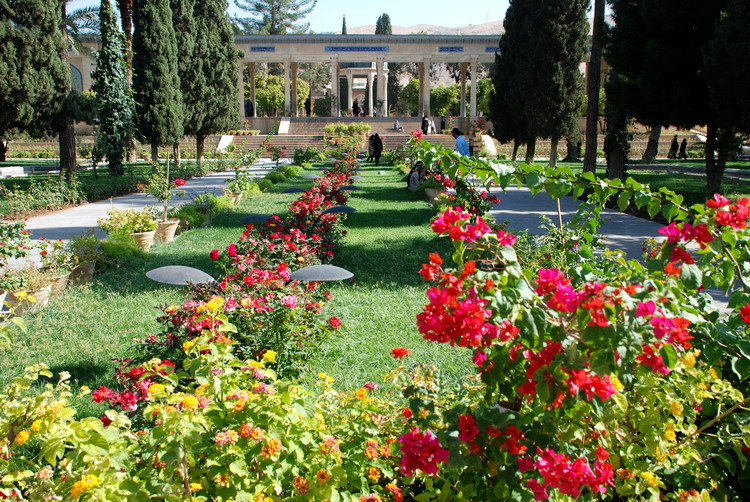
Bloemenperk met de Hāfezieh op de achtergrond en daarachter de tombe
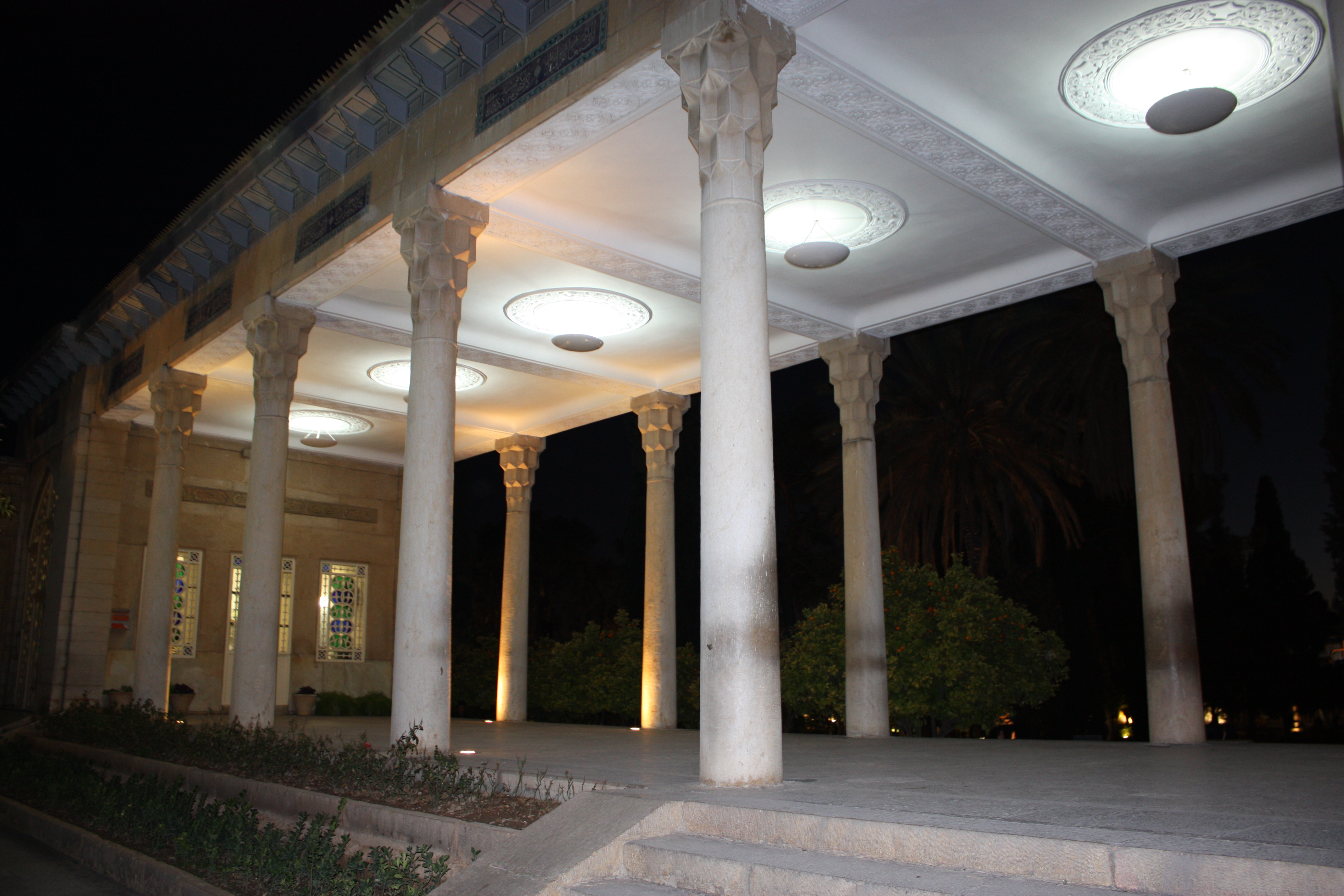
Close-up Hāfezieh bij avond
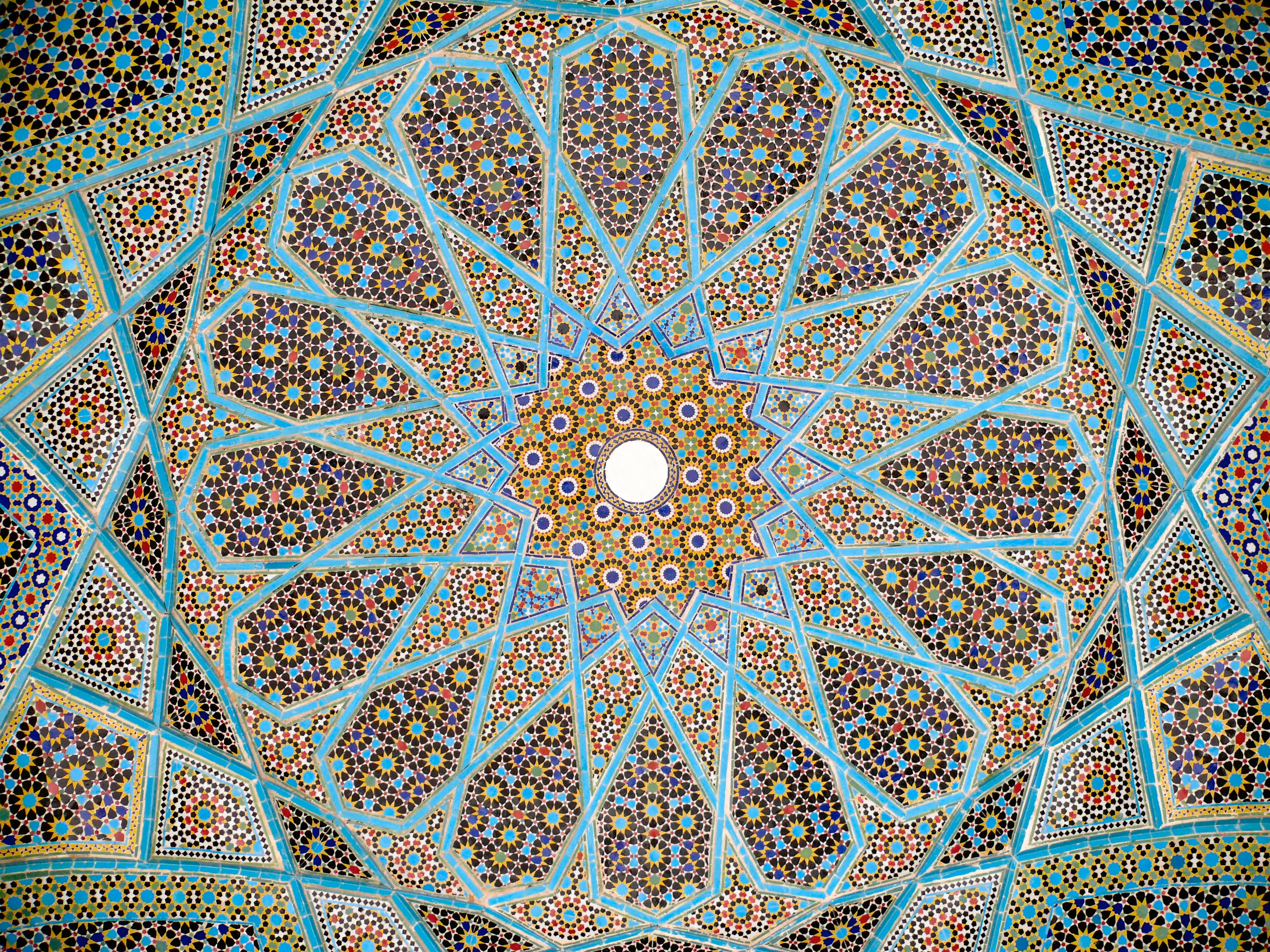
Onderzijde van de koepel bestaande uit een arabesk en kleurrijk mozaïek
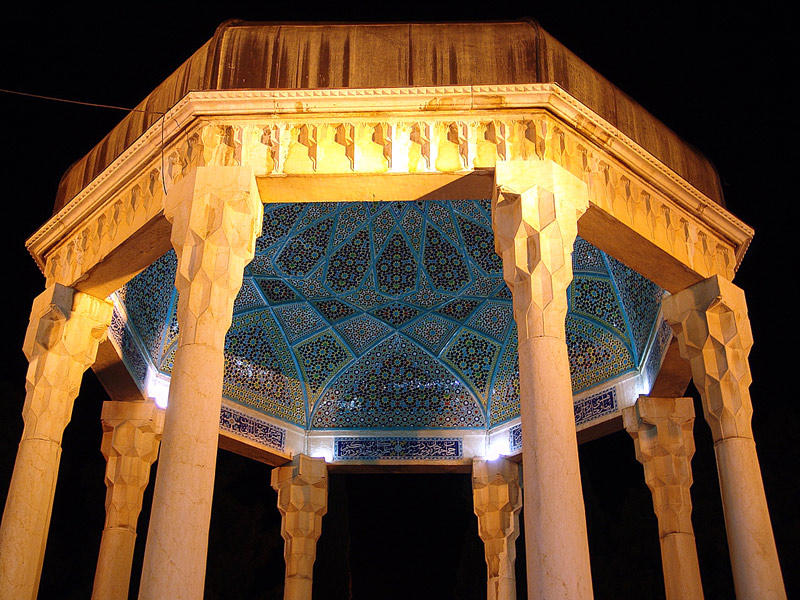
Verlichting bij avond
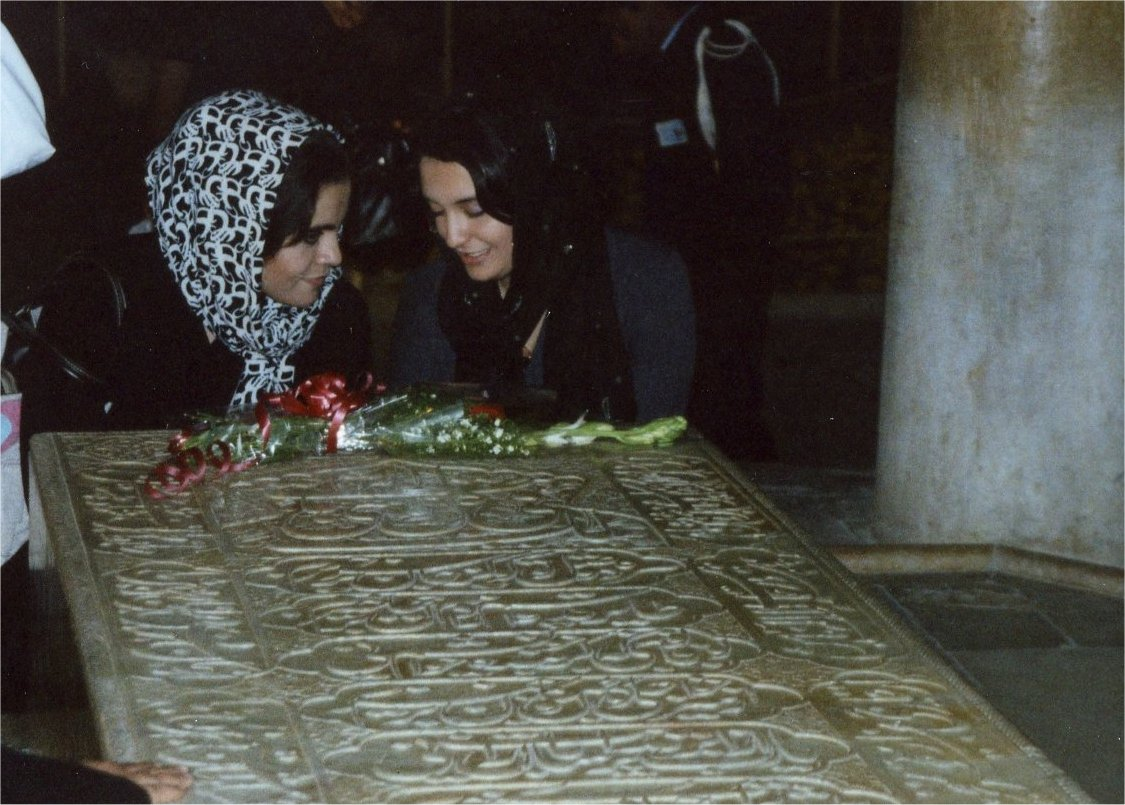
Iraanse meisjes dragen gedichten van Hafez voor boven zijn marmeren grafsteen